# 奥托·黑梅莱
奥托·黑梅莱（捷克語：Otto Hemele，1926年1月22日—2001年6月3日），捷克男子足球运动员，司职前锋。他曾代表捷克斯洛伐克国家队参加1954年国际足联世界杯，结果队伍止步小组赛阶段。